# Formación Mamil Choique
Mamil Choique es una formación geológica de edad Carbonífero-pérmica conformada por granodioritas, monzodioritas y migmatitas, aflorante en la provincia geológica Macizo Norpatagónico, en la provincia de Río Negro, Argentina. 

## Edad
Dataciones radimétricas Rb/Sr dan valores del Ordovícico, 439±10 Ma. Dalla Salda (1990) considera que los granitoides Mamil Choique están relacionados con la orogenia oclóyica.

## Distribución
La formación Mamil Choique aflora al oeste de la Sierra de Mamil Choique, en la provincia de Río Negro y se extiende a lo largo de toda la zona centro del Macizo Norpatagónico.

## Litología
La unidad consiste en granodioritas y monzogranitos de grano medio a grueso, con biotita y moscovita. Contiene xenolitos de rocas metamórficas y presenta esquistosidad paralela a la de las rocas metamórficas adyacentes. Son rocas peraluminosas  consideradas anatécticas y sintectónicas, asociadas a la orogenia Oclóyica, durante el ciclo Famatiniano. Los granitoides Mamil Choique corresponden al basamento del Complejo Cristalino Río Chico.

## Historia geológica
La unidad representa la intrusión de granodioritas en el basamento devónico producto de diversos eventos magmáticos y tectónicos vinculados a subducción y a la colisión de Patagonia con el margen sudoccidental de Gondwana.